# 多摩美術大学美術館
多摩美術大学美術館（たまびじゅつだいがくびじゅつかん）は多摩美術大学の附属施設。現在休館中となるが、リニューアル・オープンに向け準備中。　

## 概要
多摩美術大学美術館の歴史は、1964年に上野毛キャンパスの図書館棟内に開設された美術参考資料室に遡ります。同室では、約400点の所蔵品が常設展示されていました。この施設は1970年代に八王子キャンパスに移転し、おそらくそれに合わせて名称を一部変更して、美術参考資料館となっています。八王子キャンパスの美術参考資料館は上野毛時代よりも展示室が広くなったことで、常設展示に加えて、企画展示を同時に開催することができるようになりました。
当初、美術参考資料室／美術参考資料館は学内専用施設で、一般公開は行われていませんでしたが、美術参考資料館は1982年に博物館相当施設の指定を受け、同年、一般公開を開始します。そして1994年に名称が再び変わり、「多摩美術大学附属美術館」となりました。
2000年には、美術館は八王子キャンパスから多摩市の多摩センター駅地区に「多摩美術大学美術館」として移設されました。同年には多摩美術大学美術館開館記念展として、「ベン・シャーン —人びとへ、20世紀から—」展が開催されています。そして当館は多摩センター駅地区で23年間活動を行ったのち、2023年春にその地での活動を終了しました。

現在休館中で、八王子キャンパスに隣接する新たな場所でのリニューアル・オープンに向けて準備中。